# Bárbara Vela
Bárbara Vela Ríos (Málaga, 5 de febrero de 1999) es una jugadora de balonmano que juega de pivote para el Málaga Costa del Sol.

## Trayectoria
Empezó jugando al fútbol (llegó a debutar con la selección malagueña y andaluza de ese deporte). Jugadora de la cantera del Málaga Norte, club que se fusionó con el Costa en la temporada 2022-23, fue llamada para su primer temporada en la élite en la 2017/18, en un partido ante el ANT:S Fit Muchosticket Santa Eularia, debutando con 17 años, en el que marcó dos goles.
En la 2018/19 la canterana reforzó los entrenamientos del primer equipo, junto a María Pérez, Laura Sánchez y Mercedes Gómez. Diego Carrasco la volvió a hacer jugar ante el Balonmano Morvedre en la jornada 4.
Junto a Bárbara Piñeira, Sofia Anorh y Belén Jiménez fue llamada para conformar la plantilla de la temporada 2023-24. Como jugadora de pleno derecho del primer equipo se estrenó en el primer partido de la temporada ante el Elche.
En Europa también debutó en la 2018/19, en la Challenge Cup, siendo la 2023-24, durante el periplo malagueño en la EHF European League, cuando anotó sus primeros tantos con la camiseta albinegra, ante el Larvik HK.

### Clubes
- 2018 – 2020: Málaga Norte
- 2020 – 2021: Fuengirola El Coto
- 2021 – 2023: Antequera Costa del Sol[8]
- 2023 – actualidad: Málaga Costa del Sol

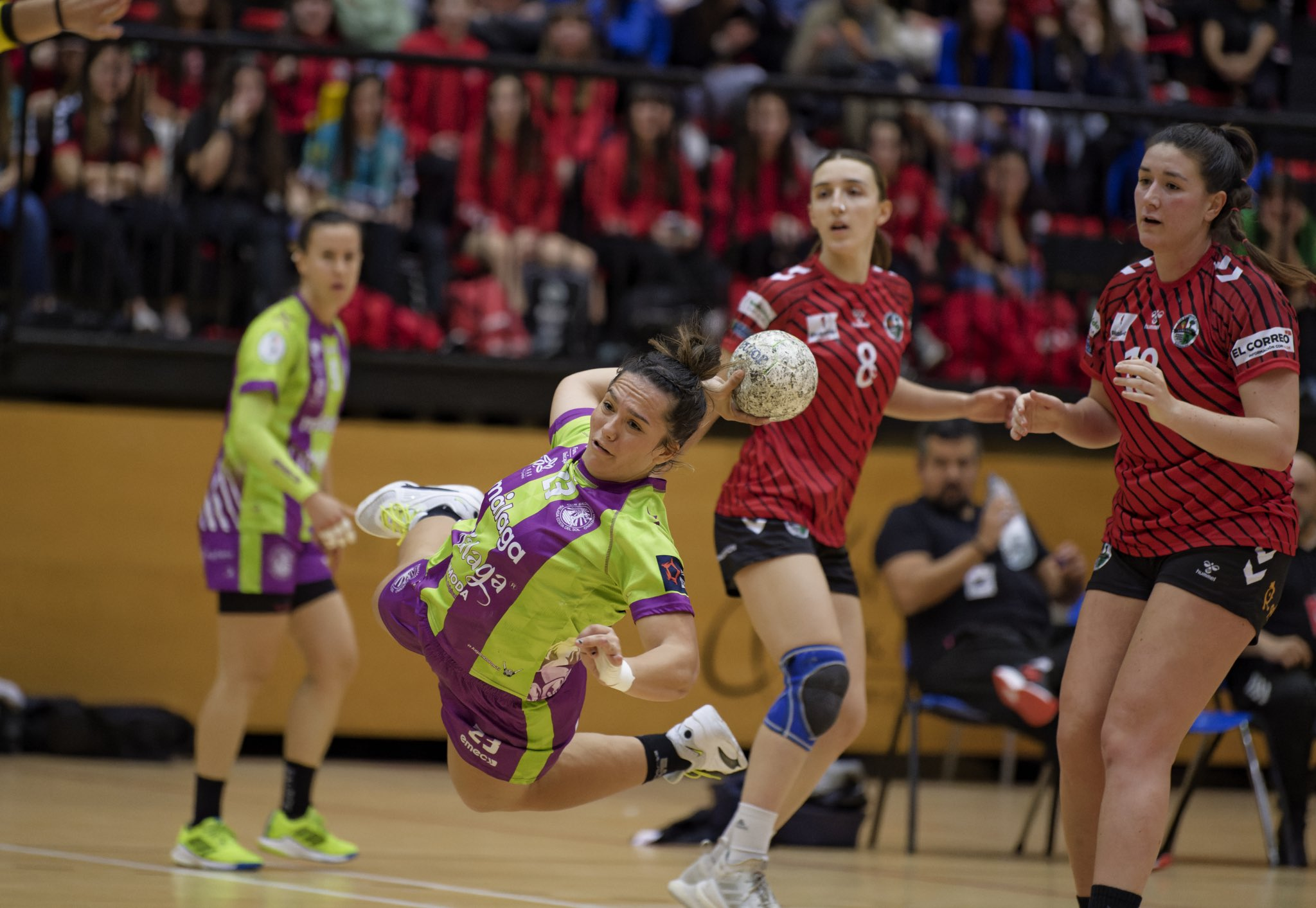
Barbara Vela en un partido ante Zuazo de la Copa de la Reina 2023-24

#### Datos(a fecha de mayo de 2024):[9]
|          | Liga | Copa | EHF |
| -------- | ---- | ---- | --- |
| Partidos | 17   | 1    | 5   |
| Goles    | 5    | 2    | 2   |